# Vitesse (openbaar vervoer)
NV Autobusonderneming Vitesse is een Nederlands voormalig openbaarvervoerbedrijf, dat van 1924 tot 1940 was gevestigd in Moergestel in de provincie Noord-Brabant en daarna in 's-Hertogenbosch. Vitesse vervoerde reizigers per bus rond Eindhoven. In 1949 fuseerde Vitesse met MBS tot Zuidooster Autobusdiensten NV.

## Geschiedenis
Germanus Bal opende een geregelde lijndienst tussen Eindhoven en Tilburg op dinsdag 19 augustus 1924 onder de naam Vitesse. De lijndienst startte aanvankelijk in Eindhoven op de markt en ging via Best, Oirschot, Beers, Diessen en Hilvarenbeek naar het station Tilburg.
In 1925 fuseerde Vitesse met het bedrijf Presto van Leo Fick, een leraar uit Moergestel. Presto exploiteerde tot dan toe een lijn van Moergestel naar Oirschot via Tilburg. De nieuwe naamloze vennootschap heette voluit NV Autobusonderneming Vitesse. Naast de voormalige Vitesse- en Presto-lijnen kwam er ook een lijndienst van 's-Hertogenbosch naar Oirschot via Boxtel. Vitesse ondervond concurrentie van de Eerste Moergestelsche Autobusdienst (EMAD), maar die droeg in 1932 de lijndienst Tilburg-Oirschot over aan Vitesse.
In 1940 werd besloten om Vitesse te verkopen aan de Algemeene Transport Onderneming (ATO) te Utrecht, de busholding van de Nederlandse Spoorwegen. Het kantoor van de nieuwe Vitesse ging naar 's-Hertogenbosch. ATO kocht bovendien het busbedrijf Van de Rijdt, dat lijnen exploiteerde van Nijmegen via Grave naar 's-Hertogenbosch, Eindhoven, Mill, Helmond, Boxmeer en Venray. Dit bedrijf werd bij Vitesse ondergebracht. In de periode 1940-1942 groeide Vitesse door overnames van de ATO, die direct bij Vitesse ondergebracht werden. Aanvankelijk was Vitesse een tweedekringsbedrijf, een dochteronderneming van de ATO met een eigen bedrijfsleider die verantwoording aflegde aan het ATO-bestuur in Utrecht. Onderhoud gebeurde in de Centrale Werkplaats van de ATO. In 1942 werd Vitesse een eerstekringsbedrijf, een rechtstreeks dochterbedrijf van de NS en daarmee een zusterbedrijf van de ATO met eigen directie en werkplaats in 's-Hertogenbosch.

## Het einde van Vitesse
Na de bevrijding moest Vitesse, net als andere vervoerders, aan een wederopbouw beginnen. In 1947 groeide de concurrentie van de Brabantsche Buurtspoorwegen en Autodiensten. De NS besloot Vitesse op 1 januari 1949 te laten fuseren met de MBS te Gennep, die vooral in de regio Nijmegen actief was. Het daardoor ontstane dochterbedrijf van de NS kreeg de naam Zuidooster Autobusdiensten NV (ZO) en werd gevestigd te Gennep.